# Kinh tế Na Uy
Mặc dù dễ bị tổn thương bởi các chu kỳ kinh tế toàn cầu, nền Kinh tế Na Uy đã có một sự tăng trưởng mạnh kể từ khi bắt đầu thời kỳ công nghiệp. Đóng tàu là trụ cột cho lĩnh vực xuất khẩu của Na Uy, nhưng đóng góp nhiều hơn cả vào sự tăng trưởng kinh tế của Na Uy là sự giàu có, phong phú của các nguồn tài nguyên thiên nhiên, bao gồm sự thăm dò và khai thác, chế biến dầu mỏ, thủy điện, và nghề cá. Nông nghiệp và công nghiệp nặng truyền thống đã trải qua một thời kỳ suy sụp so với dịch vụ và ngành công nghiệp dầu mỏ. Lĩnh vực công cộng cũng là một trong những nhân tố quan trọng góp phần làm tăng tổng sản phẩm nội địa.